# Торелли, Джакомо
Джакомо Торелли (итал. Giacomo Torelli; 1 сентября 1608, Фано — 17 июня 1678, там же) — итальянский инженер, сценограф, изобретатель театральных механизмов.

## Биография
Джакомо Торелли родился в итальянском городе Фано, в дворянской семье. Он получил образование военного инженера, и изучал архитектурную теорию Витрувия. Но интересы юноши лежали далеко от военного дела. Увлечение театром в семнадцатом веке для благородных людей было вполне естественным. И именно это покорило душу Джакомо и определило его дальнейшую судьбу.
Сначала Торелли участвовал в любительских постановках. Свои первые работы в качестве инженера и сценографа, он опробовал в местном театре Палаццо делла Раджионе. Так же, Джакомо принимал участие в устройстве и проведении карнавалов и местных праздников. После, Торелли как театральный художник был приглашен на работу и в другие города провинции: Пезаро и Урбино.
Первой официальной работой Джакомо Торелли считается опера Франческо Сакрати (Francesco Sacrati) «Притворная сумасшедшая» (La finta pazza) поставленная в январе 1641 года на открытии Нового Театра (Teatro Novissimo) в Венеции, где Джакомо участвовал в разработке декораций и сценического оборудования. За этим последовала инженерная работа для двух других постановок Сакрати; «Беллерофонт» (Bellerofonte, 1642 год) и «Ревнивая Венера» (Venere gelosa) (1643 года), в том же театре. Джакомо Торелли работал и на Францеско Кавалли (Francesco Cavalli) c его спектаклем «S Deidamia», поставленном в 1644 году.
Последняя работа Торелли в Венеции была для оперы Сакрати «Блуждающий Уллис» (L’Ulisse errante), исполненной во время карнавального сезона 1644 года в Театре Санти Джованни и Паоло.

## Венецианский период
С 1641 года, Джакомо Торелли принимал участие в постройке Новейшего театра (Teatro Novissimo): архитектор, театральный художник, создатель театральных механизмов, он отвечал за огромный фронт работ. Мастера театральной механики в венецианском театре имели большое влияние на постановку, потому что сценарии писались с учётом возможностей механизмов.
В своих разработках, Джакомо особенно плодотворно сотрудничал с сценографом Джованни Бурначини.
Зрители были в восторге от премьеры 1641 года «Притворные сумасшедшие» композитора Франческо Сакрати. В немалой степени этому поспособствовали быстроменяющиеся декорации и удивительные спецэффекты в ходе спектакля. Успех был повторен в 1642 году в спектакле «Белерофонт», и в январе 1643 года в спектакле «Ревность Венеры». Как самостоятельный сценограф Джакомо Торелли был задействован в спектакле «Дейдамия» композитора Франческо Кавалли, вышедшему на сцене театра Новиссимо 1644 года.
Новые механизмы с системой противовесов, предложенные Джакомо Торелли могли создавать необычные театральные эффекты и быструю перемену декораций. А самое замечательное было в то, что справиться с ними мог даже обычный работник сцены под руководством директора спектакля.

## Парижский период

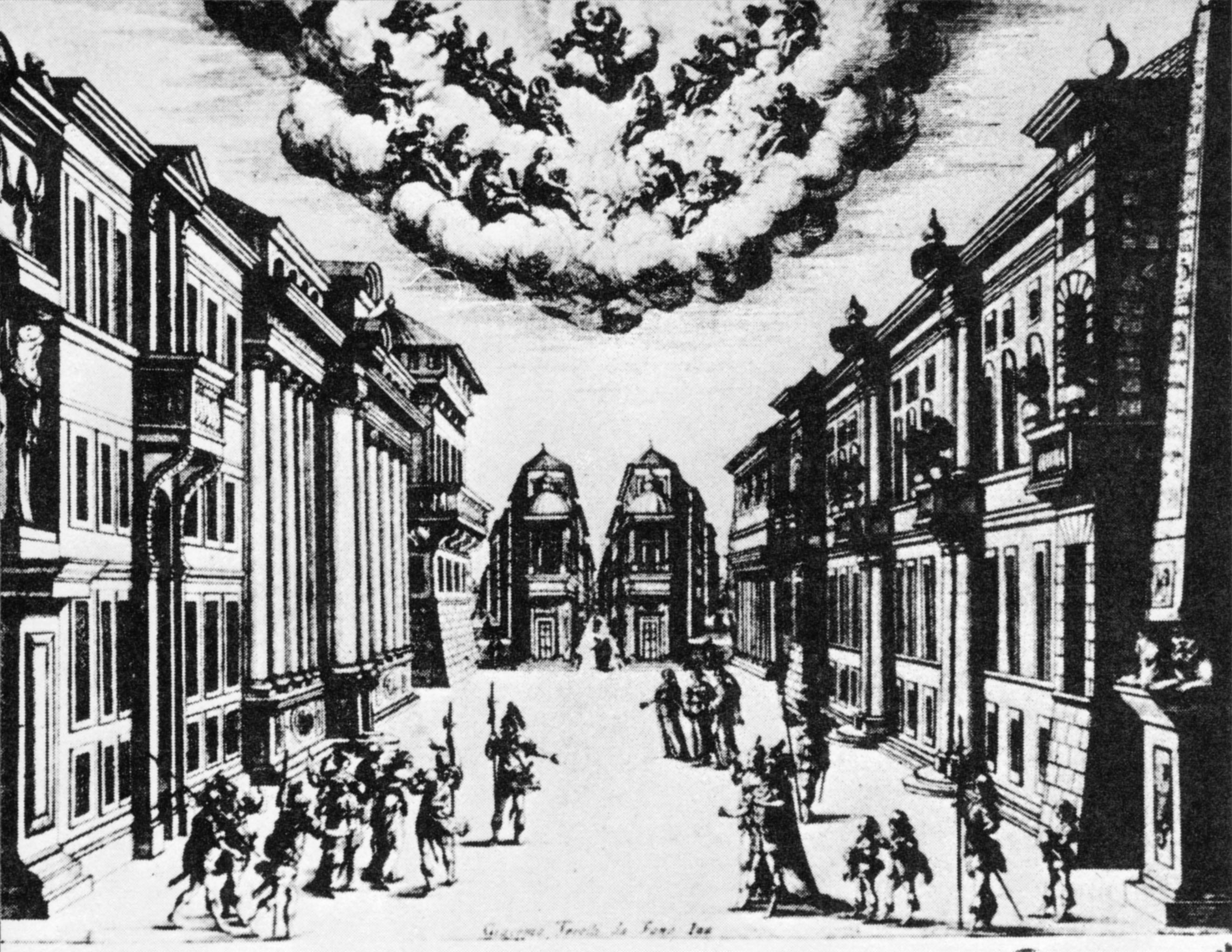
Дж. Торелли. Театральная декорация к спектаклю «Притворные сумасшедшие». Париж, 1645 г., гравюра. Публичная библиотека, Бостон.

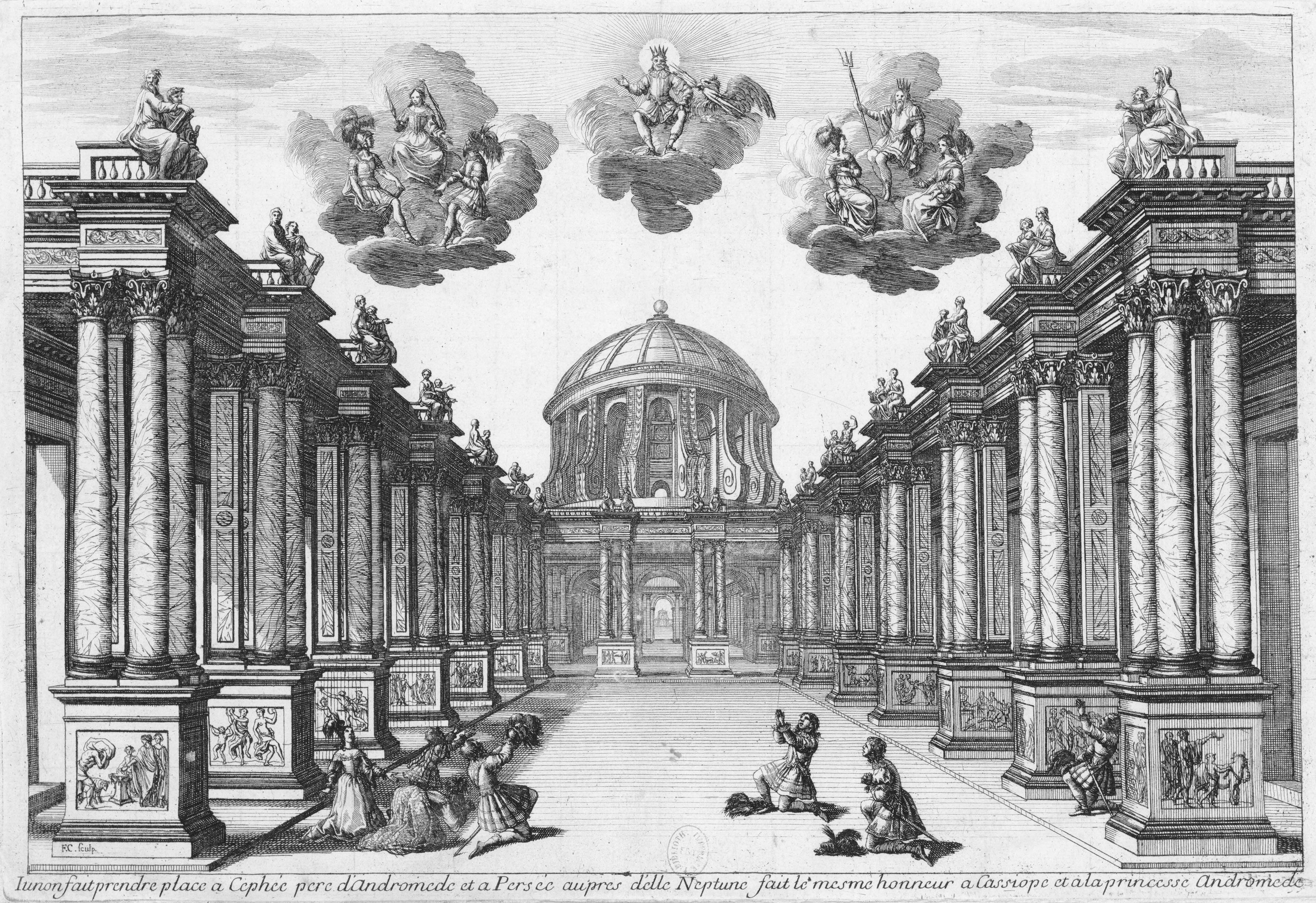
Дж. Торелли. Театральная декорация к спектаклю П. Корнеля «Андромеда», 1650 г.

Во Франции, после смерти кардинала Ришельё его место занял итальянец, кардинал Джулио Мазарини. Ему доложили об успехе спектаклей Новейшего театра (Teatro Novissimo) в Венеции. И вот уже в июне 1645 года герцог Пармы отсылает в Париж Джакомо Торелли по приглашению королевы Анны Австрийской. Мазарини жаждал поразить королеву и публику новейшими театральными изобретениями, поэтому было принято решение поставить спектакль «Притворные сумасшедшие» уже в Париже. Для того, чтобы произвести больший эффект Кардинал Мазарини пригласил оперных певцов из Флоренции. Спектакль адаптировали согласно вкусам французов и, к тому же, в конце каждого акта вставили балетные номера в постановке хореографа Джамбаттиста Бальбы. В декабре 1645 года спектакль увидели вельможи города. Сценограф Торелли сделал новые декорации с видами тогдашнего Парижа, пренебрегая тем, что история разворачивалась в городе Скирос в Древней Греции, и это очень польстило французам. Театральные эффекты Джакомо Торелли ещё раз получили грандиозный успех, теперь уже в другой стране.
Сразу же после замечательного дебюта, кардинал Мазарини организовал постановку другой итальянской оперы «Эгистус», автор которой предположительно Франческо Кавалли. Всё происходило в маленьком театре Пале-Рояль, а Джакомо Торелли внес туда свои театральные механизмы и оригинальные декорации. Премьера спектакля была в 1646 году и имела успех, но, по свидетельствам мадам Франсуазы Берто где Монтевилье, заметно меньше чем «Притворные сумасшедшие». Но это не остановил Мазарини. Он начал готовить новое произведение итальянского композитора Луиджи Росси «Орфей». Над этим спектаклем Джакомо Торелли работал вместе с французскими коллегами Шарлем Гераром и его помощниками Ноэлем Куапелем и Жильбер де Севом. Спектакль решили ставить на большой сцене театра Пале-Рояль и это потребовало сделать весьма обширные изменения в сценическом оборудовании. Были приглашены новые итальянские певцы, и после многих переносов премьера оперы состоялась 2 марта 1647 года. Оперу приняли неплохо, но оппозиционно настроенные к кардиналу Мазарини французы раскритиковали произведение как слишком итальянское и слишком дорогое. Но даже несмотря на это, сценические эффекты Торелли получили исключительно положительные отзывы публики.

## Фронда и последние спектакли в Париже
В 1648—1653 году произошли драматические события Фронды и отношения военной аристократии с королевской семьей заметно испортились. Все те кто, вольно или невольно поддерживал Мазарини были подвергнуты остракизму. Среди них оказался и Джакомо Торелли, наёмный рабочий да к тому же итальянец.
В 1653 году Король Людовик XIV помирившись с мятежными аристократами вернулся в Париж и Джакомо Торелли проработал на короля ещё шесть лет. Возобновились придворные праздники и спектакли, где, разумеется, талант мастера Джакомо снова оказался востребован. Короля интересовал балет, поэтому работая над его заказами Торелли уже почти не занимался оперой. Премьера «Королевского балета ночи» (Ballet de la Nuit) состоялась 23 февраля 1653 года в Petit-Bourbon и говорят, что Торелли был причастен к его созданию, однако точных доказательств пока нет. В 1659 году в Париж пригласили новых итальянских театральных художников Гаспаре, Карло и Лодовико Вигарани, и после их прибытия, Торелли лишился королевской милости и заказов. Однако Мольер был настолько заинтересован в работах художника для своих спектаклей, что Торелли пришлось проработать во Франции до 1661 года.

## Работа в замке Во-ле-Виконт

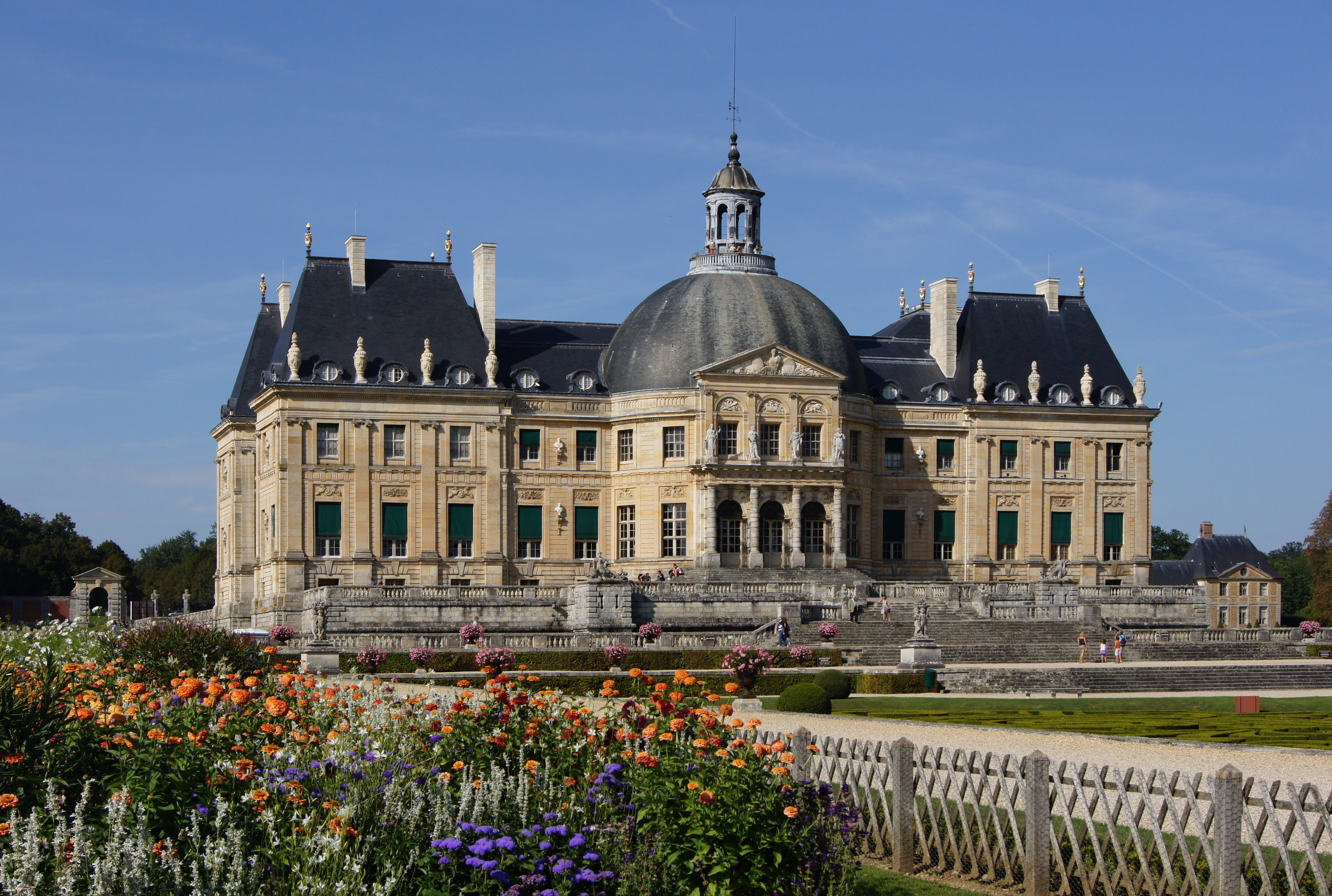
Парковый фасад замка Во-ле-Виконт
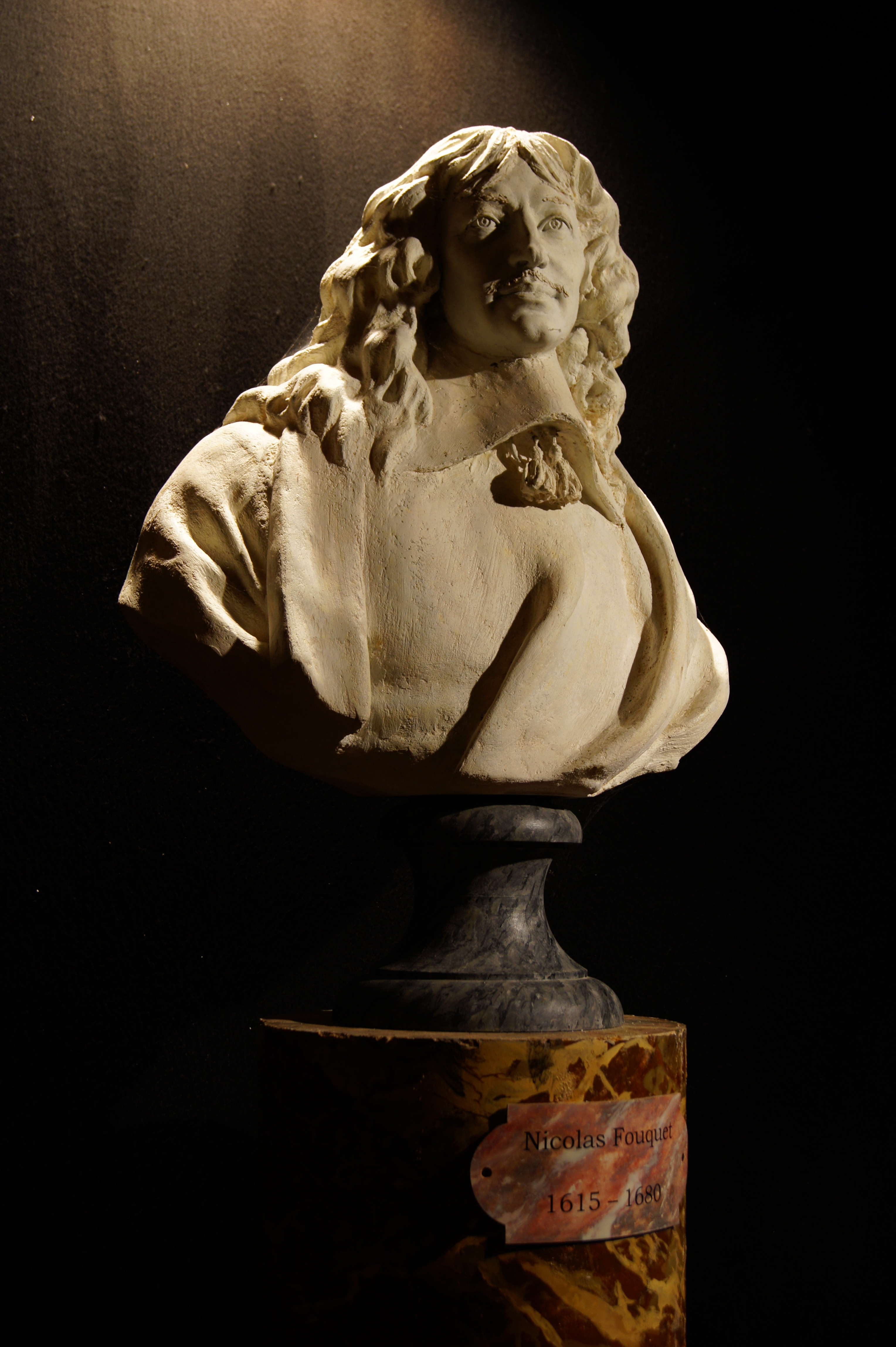
«Портрет Николя Фуке», бюст
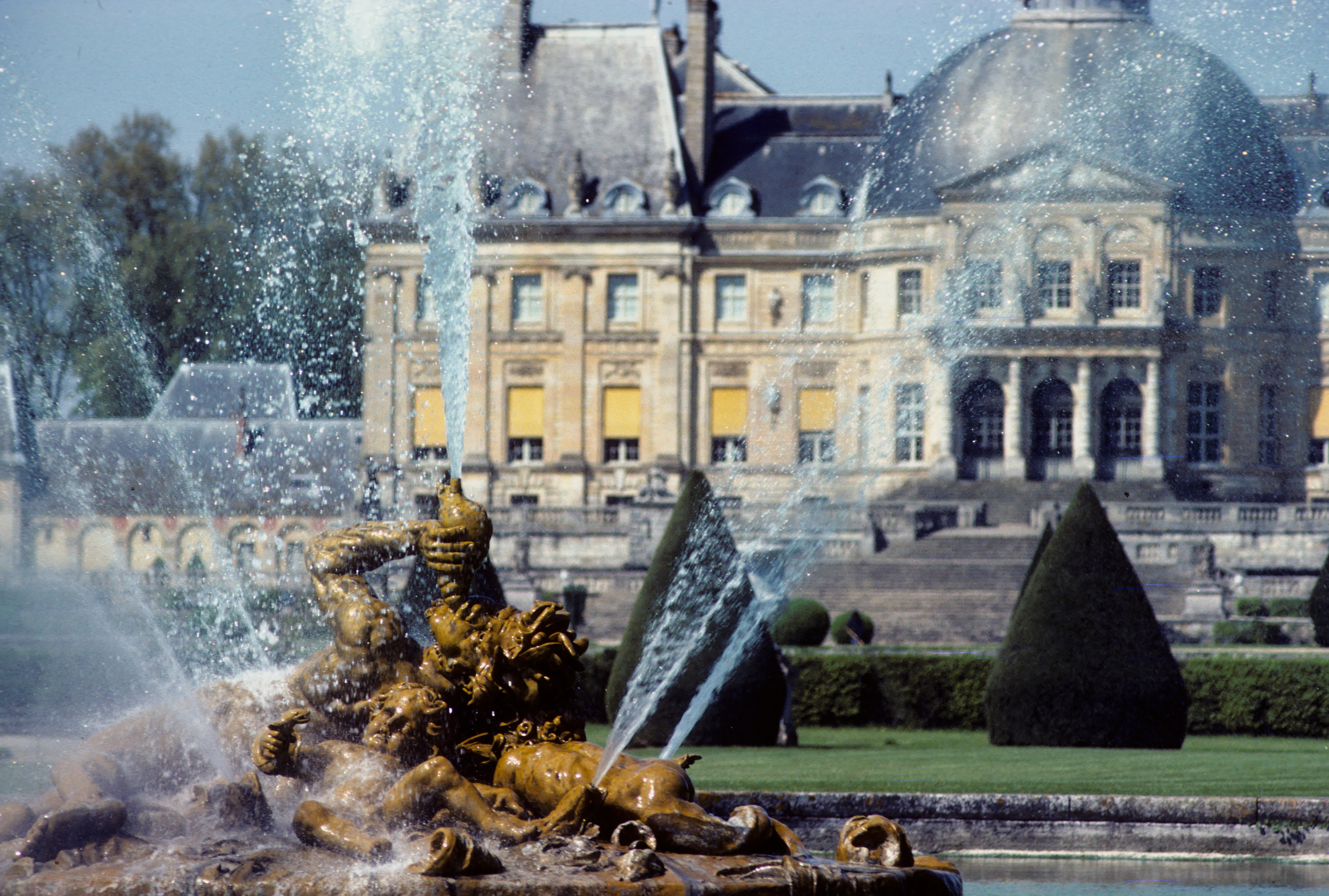
Фонтан в парке Во-ле-Виконт.
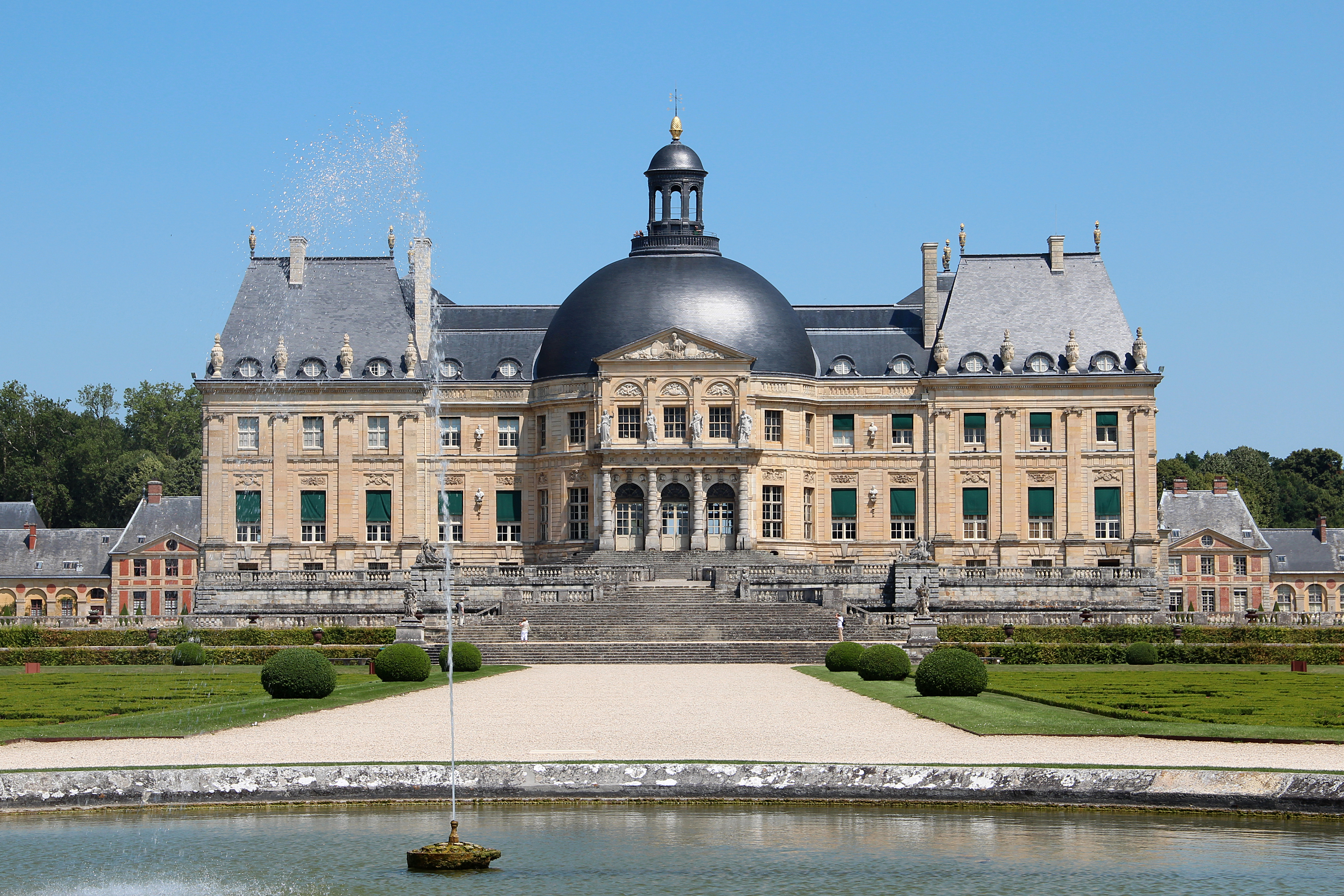
Замок-дворец Во-ле-Виконт в 17 ст., тогдашняя гравюра

После того как Людовик XIV охладел к Торелли и перестал использовать его талант для своих спектаклей, мастера — итальянца, немедленно пригласил на работу суперинтендант финансов его величества Николя Фуке. Господин Фуке всегда отличался способностью находить и привлекать к себе на службу одарённые личности. Среди мастеров, работавших в его усадьбе-резиденции Во-ле-Виконт, оказались лучшие представительно французского искусства того времени: садовник Андре Ленотр (1613—1700), художник Шарль Лебрен (1619—1690), архитектор Луи Лево (1612—1670). Именно к этой замечательной компании г-н Фуке и присоединил театрального художника-итальянца. Надо сказать, что в 1661 году в усадьбе-резиденции планировался грандиозный праздник с участием молодого короля и приготовления к нему г-н Фуке считал очень важными. В перечне праздничных мероприятий была трехактная комедия-балет Жана Батиста Мольера Докучные («Les Fâcheux»). К сожалению именно этот праздник, оказавшийся слишком роскошным с точки зрения завистливого короля, привел в опале Николя Фуке. Позже король забрал к себе на службу всех лучших мастеров, что работали у Николя Фуке, но не итальянца Джакомо Торелли. Талантливый сценограф покинул Францию и вернулся в Италию. На этом и закончилась его карьера во Франции.

## Последние годы

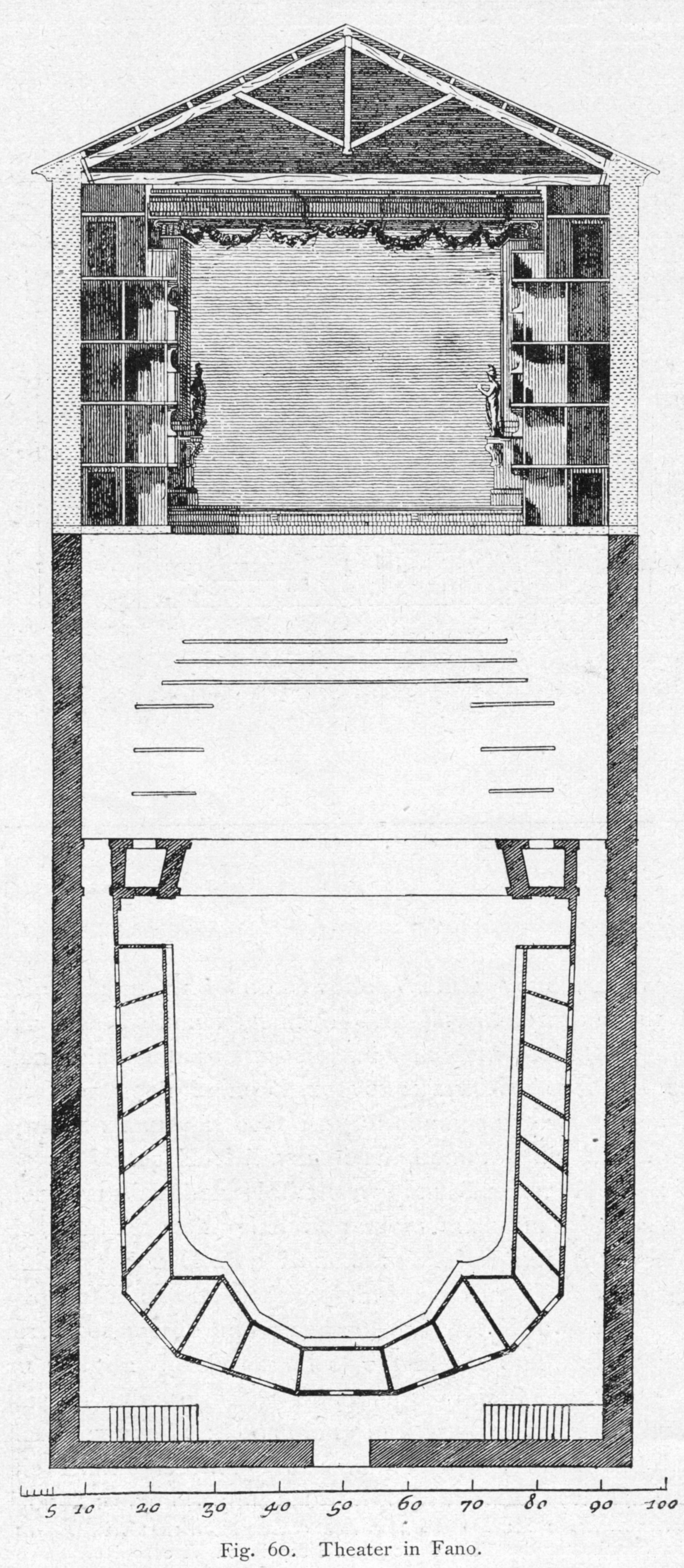
Разрез и поземний план театра в Фано.

Возвращаясь из Франции к себе на родину, Торелли решил не отказываться от приглашения главы Османской империи султана Мехмета IV и успевает поработать ещё и в Стамбуле над реконструкцией садов знаменитого дворца Топкапы.
Вернувшись в Италию, свои последние годы Торелли проработал в родном Фано. Вместе с талантливым учеником Фердинандо Бибьена они создали проект нового театра «Фортуна». Театр торжественно открыли 1677 году. А в 1678 году Джакомо Форелли умер.
Джакомо был женат и оставил после себя сына Лодовико Оттавио Бурначини (1636—1707), который пошёл по стопам отца и прославился как итальянский архитектор и театральный декоратор, впоследствии он работал в Вене, Австрия.

## Технические достижения
Самым значительным нововведением Торелли была система сценического оборудования Pole and Chariot (Шест и колесо), состоящая из подъёмных тележек, соединённых веревками с центральным барабаном, что позволяло, не закрывая занавеса быстро менять декорации. Для всей системы требовался только один помощник под сценой, вместо шестнадцати, что стало несомненным достижением. Новая техника Торелли позволила создавать впечатляющие сценические эффекты, значительно увеличило и разнообразило возможность смены декораций. Кстати, именно Джакомо Торелли разработал механизмы для полета персонажей по сцене и имитацию погодных эффектов.
Торелли провел скрупулёзную работу с театральным задником, создав художественную технику идеально соблюдающую и использующую законы перспективы: сцена театра, со зрительских мест казалось, простиралась до бесконечности. Также, Торелли проработал пространство внутренних сцен, оно стало более интересным и подробным. Нововведения Торелли в сценической технике позволили изменить не только внутренние декорации локаций на сцене, но и окружающие их пространство. А, так как новые изобретения легко взаимозаменяли внутренние и внешние декорации, Торелли часто чередовал открытые и закрытые, чтобы создать новое чувство ритма в визуальном аспекте оперы.
В 1772 году сохранившиеся великолепные рисунки Торелли были воспроизведены в Энциклопедии Дидро под статьей «Machines du Théâtre». Считается также, что Торелли был анонимным автором суровой критики театра Вигарани в Тюильри, которая обрушилась на них в статье «Reflessioni sopra la fabrica del nuovo teatro». Прямых доказательство этому нет, но когда в 1660 году Petit-Bourbon был снесен для расширения Лувра на восток, Вигарани сумел приобрести сценические машины Торелли и полностью уничтожил их, а не установил в своем новом зале во Дворце Тюильри, как изначально предполагалось.
В конце своей жизни Джакомо Торелли получил от поклонников прекрасное прозвище «il grande stregone» (итал. великий колдун).